# Ferdinando Maria Baccilieri
Ferdinando Maria Baccilieri (Campodoso, 14 maggio 1821 – Galeazza, 13 luglio 1893) è stato un presbitero italiano, membro del terz'ordine secolare servita e fondatore delle Suore serve di Maria di Galeazza. Nel 1999 papa Giovanni Paolo II lo ha beatificato.

## Biografia
Nacque a Campodoso di Reno Finalese, in provincia di Modena, il 14 maggio 1821 e fu educato presso i Barnabiti a Bologna e i Gesuiti a Ferrara. Maturata la vocazione alla vita religiosa, avrebbe voluto diventare missionario della Compagnia di Gesù ma, a causa di problemi di salute, dovette ritornare in famiglia. Studiò teologia a Ferrara e il 2 marzo 1844 fu consacrato sacerdote. Nel 1851 diventò vicario parrocchiale a Galeazza Pepoli, nella diocesi di Bologna, diventandone poi il parroco per quarantun anni. Per la sua vasta opera pastorale è stato paragonato dal cardinale Parocchi al Curato d'Ars, al quale ispirò il suo sacerdozio dedicandosi alla direzione spirituale e alle confessioni. Creò quattordici associazioni religiose, senza trascurare le opere di carità. Devoto della Madonna Addolorata, nel 1855 si fece Terziario dei Servi di Maria. Fondò la Congregazione delle Serve di Maria di Galeazza, dedite all'istruzione dei giovani e all'assistenza dei bisognosi, degli orfani e degli emarginati. Morì il 13 luglio 1893; la sua tomba si trova nella Casa Madre delle suore di Galeazza.

## Il culto
La sua causa di canonizzazione venne introdotta il 19 gennaio 1979: dichiarato venerabile il 6 aprile 1995, è stato proclamato beato da papa Giovanni Paolo II il 3 ottobre 1999.
La sua memoria liturgica ricorre il 13 luglio.